# EN 50491
EN 50491 és una norma creda per l'organisme normalitzador europeu CENELEC i que regula la comunicació entre dispositius per aplicacions domèstiques i en edificis (HBES: Home and Building Electronic Systems, Sistemes electrònics per a cases i edificis) i també per sistemes d'automatització i control d'edificis (BACS: Building automation and control systems).

## Parts de la norma
- EN 50491-1 : Requeriments generals per sistemes HBES i BACS. Requeriments generals[4]
- EN 50491-2 : Requeriments generals per sistemes HBES i BACS. Condicions ambientals[5]
- EN 50491-3 : Requeriments generals per sistemes HBES i BACS. Requeriments de seguretat elèctrica[6]
- EN 50491-4-1 : Requeriments generals per sistemes HBES i BACS. Requeriments generals de seguretat funcional[4]
- EN 50491-5-1 : Requeriments generals per sistemes HBES i BACS. Requeriments de CEM, condicions i muntatge d'assaig[7]
- EN 50491-5-2 : Requeriments generals per sistemes HBES i BACS. Requeriments de CEM per entorns residencials, comercials i indústria lleugera[8]
- EN 50491-5-3 : Requeriments generals per sistemes HBES i BACS. Requeriments de CEM per entorns industrials[9]
- EN 50491-5-4 : Requeriments generals per sistemes HBES i BACS. Instal·lació i planificació[10]
- EN 50491-11 : Requeriments generals per sistemes HBES i BACS. Comptadors intel·ligents.[11]